# 1977年日本參議院選舉
第11屆日本參議院議員通常選舉於昭和52年（1977年）7月10日舉行。

## 概況
1976年底福田赳夫上台執政後，大福之間保持短暫的合作，政局趨於穩定。不過福田內閣的支持率並不高，而自民黨的形象在洛克希德事件和剛剛結束不久的黨內紛爭「倒三木」中也受到損害。為了提高民眾對政府施政的支持度，福田延續了三木武夫的改革金權政治和長老政治的方針，並且決定「解散派閥」，八日會（福田派）、七日會（田中派）、宏池會（大平派）相繼宣布解散（名義上解散，實質上派閥依然存在），還提出下屆黨總裁選舉採取全體黨員參加的預選制。雖然這些政治改革的措施實效不大，但是對這次參議院議員選舉中自民黨的選情有拉動作用。
選舉結果顯示，自民黨取得63席（改選65席），雖然少了2席，但是仍然以微弱優勢險勝保住半數。福田政權因此增強了自信，改組了內閣，起用福田派人馬擔任多個要職，為解散眾議院、進行大選作準備。不過也因此導致了大福之間的決裂，大平派堅決抵制解散眾議院，並發起了「倒福田」運動，最終福田在與大平的對決中落敗。
社會黨在選前出現大分裂，由於不同意「全野黨共鬥」的激進路線，社會黨副委員長江田三郎帶領黨內右派退黨。在這次選舉中，社會黨議席數銳減，委員長成田知巳、書記長石橋政嗣為選舉的大敗辭職，社會黨亦因此面對是否跟進時代發展調整政黨路線的策略。

## 選舉數據

### 內閣
- 福田赳夫內閣（第67代）

### 投票日
- 1977年（昭和52年）7月10日

### 改選数
- 126
  - 地方區　-　76
  - 全國區　-　50

### 選舉制度
- 地方區
  - 小選舉區制 ‐ 改選数26
    - 2人區（單記投票）　-　26　

  - 中選舉區制 ‐ 改選数50
    - 4人區（單記投票）　-　15
    - 6人區（單記投票）　-　4
    - 8人區（單記投票）　-　2
- 全國區
  - 大選舉區制 ‐ 改選数50
- 秘密投票
- 20歳以上男女公民

## 選舉結果

### 投票率
- 68.5％

### 議席数

參議院政黨派別勢力圖

| #             | 政黨／無黨派 | 改選 | 非改選 | 合計 |
| ------------- | ------------ | ---- | ------ | ---- |
| 執政黨        | 自由民主黨   | 63   | 61     | 124  |
| 在野黨、 其它 | 日本社會黨   | 27   | 29     | 56   |
| 在野黨、 其它 | 公明黨       | 14   | 11     | 25   |
| 在野黨、 其它 | 民社黨       | 6    | 5      | 11   |
| 在野黨、 其它 | 日本共產黨   | 5    | 11     | 16   |
| 在野黨、 其它 | 新自由俱樂部 | 3    | 0      | 3    |
| 在野黨、 其它 | 社會民主連合 | 1    | 0      | 1    |
| 在野黨、 其它 | 無黨派       | 7    | 6      | 13   |
| 在野黨、 其它 | 小計         | 63   | 62     | 125  |
| 合計          | 合計         | 126  | 123    | 249  |

### 政黨、政治團体
自由民主黨
| 總裁     | 幹事長   | 總務會長 | 政務調査會長 | 國會對策委員長 | 參議院議員會長 |
| -------- | -------- | -------- | ------------ | -------------- | -------------- |
| 福田赳夫 | 大平正芳 | 江崎真澄 | 河本敏夫     | 安倍晋太郎     | 安井謙         |

日本社會黨
| 中央執行委員長 | 中央執行副委員長             | 書記長   | 政策審議會長 | 國會對策委員長 | 參議院議員會長 |
| -------------- | ---------------------------- | -------- | ------------ | -------------- | -------------- |
| 成田知巳       | 飛鳥田一雄 高澤寅男 山本幸一 | 石橋政嗣 | 堀昌雄       | 角田堅次郎     | 秋山長造       |

公明黨
| 中央執行委員長 | 中央執行副委員長           | 書記長   | 政策審議會長 | 國會對策委員長 | 參議院議員團長 |
| -------------- | -------------------------- | -------- | ------------ | -------------- | -------------- |
| 竹入義勝       | 淺井美幸 多田省吾 二宮文造 | 矢野絢也 | 正木良明     | 大久保直彦     | 鈴木一弘       |

民社黨
| 中央執行委員長 | 中央執行副委員長 | 書記長   | 政策審議會長 | 國會対策委員長 | 參議院議員會長 | 常任顧問        |
| -------------- | ---------------- | -------- | ------------ | -------------- | -------------- | --------------- |
| 春日一幸       | 佐佐木良作       | 塚本三郎 | 河村勝       | 玉置一德       | 向井長年       | 曾彌益 西尾末廣 |

日本共產黨
| 議長     | 幹部會委員長 | 幹部會副委員長             | 書記局長 | 政策委員會責任人 | 國會對策委員長 | 參議院議員團長 |
| -------- | ------------ | -------------------------- | -------- | ---------------- | -------------- | -------------- |
| 野坂參三 | 宮本顯治     | 市川正一 岡正芳 瀨長龜次郎 | 不破哲三 | 上田耕一郎       | 松本善明       | 岩間正男       |

新自由俱樂部
| 常任幹事會代表 | 常任幹事會副代表 | 常任幹事會幹事長 | 政策委員會責任人 | 國會對策委員長 | 參議院議員會長 |
| -------------- | ---------------- | ---------------- | ---------------- | -------------- | -------------- |
| 河野洋平       | 田川誠一         | 西岡武夫         | 小林正巳         | 山口敏夫       | 有田一壽       |

社會民主連合
| 常任役員會代表 |
| -------------- |
| 江田三郎       |

## 議員

### 選舉区当選
自民党   社会党   新自由俱樂部   公明党   共產党   民社党   其他小黨   無黨籍 
| 北海道     | 北海道   | 北海道   | 北海道   | 青森縣     | 岩手縣     | 宮城縣     | 秋田縣     | 山形縣     |          |
| 北修二     | 中村啟一 | 丸谷金保 | 川村清一 | 寺下岩藏   | 岩動道行   | 大石武一   | 野呂田芳成 | 降矢敬義   |          |
| 福島縣     | 福島縣   | 茨城縣   | 茨城縣   | 栃木縣     | 栃木縣     | 群馬縣     | 群馬縣     | 埼玉縣     | 埼玉縣   |
| 村田秀三   | 鈴木正一 | 郡祐一   | 高杉廸忠 | 岩崎純三   | 戶叶武     | 山本富雄   | 茜久保重光 | 土屋義彦   | 森田重郎 |
| 千葉縣     | 千葉縣   | 神奈川縣 | 神奈川縣 | 山梨縣     | 東京都     | 東京都     | 東京都     | 東京都     |          |
| 菅野儀作   | 加瀨完   | 河野謙三 | 片岡勝治 | 降矢敬雄   | 原文兵衛   | 黑柳明     | 木島則夫   | 柿澤弘治   |          |
| 新潟縣     | 新潟縣   | 富山縣   | 石川縣   | 福井縣     | 長野縣     | 長野縣     | 岐阜縣     | 静岡縣     | 静岡縣   |
| 塚田十一郎 | 吉田正雄 | 高平公友 | 嶋崎均   | 山内一郎   | 村澤牧     | 下条進一郎 | 浅野擴     | 熊谷弘     | 勝又武一 |
| 愛知縣     | 愛知縣   | 愛知縣   | 三重縣   | 滋賀縣     | 京都府     | 京都府     | 大阪府     | 大阪府     | 大阪府   |
| 八木一郎   | 井上計   | 馬場富   | 坂倉藤吾 | 河本嘉久藏 | 植木光教   | 佐藤昭夫   | 森下泰     | 田代富士男 | 沓脱竹子 |
| 兵庫縣     | 兵庫縣   | 兵庫縣   | 奈良縣   | 和歌山縣   | 鳥取縣     | 島根縣     | 岡山縣     | 岡山縣     |          |
| 金井元彦   | 渡部通子 | 小谷守   | 堀内俊夫 | 世耕政隆   | 廣田幸一   | 成相善十   | 木村睦男   | 秋山長造   |          |
| 廣島縣     | 廣島縣   | 山口縣   | 德島縣   | 香川縣     | 愛媛縣     | 高知縣     | 福岡縣     | 福岡縣     | 福岡縣   |
| 藤田正明   | 藤田進   | 小澤太郎 | 龜長友義 | 真鍋賢二   | 桧垣德太郎 | 林迶       | 遠藤政夫   | 原田立     | 小野明   |
| 佐賀縣     | 長崎縣   | 熊本縣   | 熊本縣   | 大分縣     | 宮崎縣     | 鹿兒島縣   | 鹿兒島縣   | 沖繩縣     |          |
| 鍋島直紹   | 中村禎二 | 三善信二 | 細川護熙 | 衛藤征士郎 | 坂元親男   | 金丸三郎   | 田原武雄   | 稻嶺一郎   |          |

### 全国区当選
自民党   社会党   新自由俱樂部   公明党   共產党   民社党   社會市民聯合   革新自由聯合   無黨籍 
| 1位-10位  | 田英夫   | 江田五月   | 福島茂夫 | 玉置和郎   | 梶木又三 | 内藤誉三郎 | 楠正俊     | 町村金五 | 增岡康治 | 栗林卓司   |
| 11位-20位 | 柳澤鍊造 | 古賀雷四郎 | 伊江朝雄 | 野末陳平   | 西村尚治 | 柏原安     | 竹内潔     | 矢追秀彦 | 德永正利 | 前島英三郎 |
| 21位-30位 | 中尾辰義 | 堀江正夫   | 松前達郎 | 中野明     | 片山正英 | 大森昭     | 小平芳平   | 扇千景   | 下田京子 | 大木正吾   |
| 31位-40位 | 多田省吾 | 澀谷邦彦   | 山田勇   | 和泉照雄   | 藤井恒男 | 高橋圭三   | 安西愛子   | 中村利次 | 宮本顯治 | 宮崎正義   |
| 41位-50位 | 圓山雅也 | 安恒良一   | 山崎昇   | 田中寿美子 | 藤井裕久 | 石本茂     | 宮之原貞光 | 佐藤三吾 | 市川正一 | 龝山篤     |

### 補選
- 熊本選舉区 三善信二（1979.3.7去世）→三浦八水（1979.4.22補選）
- 青森選舉区 寺下岩藏（1980.4.19去世）→松尾官平（1980.6.1補選）
- 千葉選舉区 菅野儀作（1981.1.25去世）→臼井莊一（1981.3.8補選）
- 岐阜選舉区 浅野擴（1981.7.17去世）→杉山令肇（1981.6.28補選）
- 佐賀選舉区 鍋島直紹（1981.11.16去世）→大坪健一郎（1982.1.10補選）
- 栃木選舉区 戶叶武（1982.12.25去世）→上野雄文（1983.2.13補選）

### 初次當選者
注意：曾經是眾議院議員的有「※」標示。
自由民主黨
| - 淺野擴 - 伊江朝雄 - 岩崎純三 - 遠藤政夫 - 扇千景 | - 大石武一※ - 小澤太郎※ - 金丸三郎 - 龜長友義 - 北修二 | - 熊谷弘 - 下條進一郎 - 鈴木正一 - 高平公友 - 竹內潔 | - 中村啟一 - 成相善十 - 野呂田芳成 - 福島茂夫 - 藤井裕久 | - 降矢敬義 - 降矢敬雄 - 堀江正夫 - 增岡康治 - 真鍋賢二 | - 三善信二 - 山本富雄 |

日本社會黨
| - 穐山篤 - 大木正吾 - 大森昭 - 勝又武一 - 坂倉藤吾 | - 佐藤三吾 - 高杉廸忠 - 廣田幸一 - 松前達郎 - 丸谷金保 | - 村澤牧 - 安恒良一 - 吉田正雄 |

公明黨
- 和泉照雄
- 中野明※
- 馬場富
- 渡部通子※

日本共產黨
- 市川正一
- 佐藤昭夫
- 下田京子
- 宮本顯治

民社黨
- 井上計
- 柳澤鍊造

新自由俱樂部
- 柿澤弘治
- 圓山雅也
- 森田重郎

社會市民連合
- 江田五月

國政新風放松會
- 衛藤征士郎

無黨派
- 高橋圭三
- 田原武雄
- 八代英太

### 重返參議院者
公明黨
- 澀谷邦彦

革新自由連合
- 横山諾克

### 引退不參選者
自由民主黨
| - 青木一男 - 伊藤五郎 - 上田稔 - 岡本悟 | - 小笠公韶 - 小川半次 - 鹿島俊雄 - 劍木亨弘 - 高橋邦雄 | - 高橋雄之助 - 橘直治 - 寺本廣作 - 中村登美 - 橋本繁藏 | - 福井勇 - 曾原惠吉 - 宮崎正雄 - 山本茂一郎 - 吉武惠市 |

日本社會黨
| - 佐佐木静子 - 杉山善太郎 - 竹田現照 - 鶴園哲夫 - 野野山一三 | - 羽生三七 - 松永忠二 - 森勝治 |

公明黨
- 山田徹一

日本共產黨
- 岩間正男
- 須藤五郎
- 塚田大願
- 野坂參三

無黨派
- 立川談志

### 落選的原議員
自由民主黨
| - 一龍齋貞鳳 - 川野邊静 - 木內四郎 - 久保田藤麿 - 黑住忠行 | - 佐多宗二 - 棚邊四郎 - 柳田桃太郎 - 矢野登 |

日本社會黨
| - 神澤浄 - 工藤良平 - 澤田政治 - 辻一彦 - 戶田菊雄 | - 中村英男 - 前川旦 - 望月優子 - 森中守義 |

日本共產黨
- 春日正一
- 加藤進
- 近藤忠孝
- 星野力

民社黨
- 中澤伊登子

## 外部連結
- 第11回參議院議員選舉
- 第11回參議院議員補選（熊本選舉區）
- 第11回參議院議員補選（茨城選舉區）
- 第11回參議院議員補選（和歌山選舉區）
- 第11回參議院議員補選（京都選舉區）
- 第11回參議院議員補選（熊本選舉區）
- 第11回參議院議員補選（青森選舉區）